# عملیات بارریزی گربه
عملیات بارریزی گربه (انگلیسی: Operation Cat Drop) نامی است که تحویل گربه‌ها، تجهیزات و لوازم توسط نیروی هوایی پادشاهی بریتانیا به مناطق دورافتادهٔ آن زمان مستعمره تاج ساراواک (که امروز بخشی از مالزی است) در جزیرهٔ بورنئو در ۱۹۶۰ داده شده است. گربه‌ها از سنگاپور و در جعبه‌هایی بارریزی شده به‌عنوان بخشی از برنامهٔ بزرگتر رساندن گربه‌ها برای مبارزه با موش‌ها منتقل شده بودند. این عملیات در آن زمان «موفقیت‌آمیز» گزارش شده بود. گزارش‌های منتشرشدهٔ روزنامه‌ها پس از عملیات فقط به ۲۳ گربه اشاره کرده بودند. برخی از منابع بعدها ادعا کردند که ۱۴هزار گربه استفاده شده است که این ارقام غیرقابل اعتماد است. منابع دیگری به «استخدام» ۳۰ گربه در روزهایی پیش از این عملیات اشاره کرده‌اند.